# Ворголка
Ворголка, Варгов (рос.) — річка в Україні, в межах Конотопського району Сумської області. Права притока Клевені (басейн Дніпра).

## Опис
Довжина 18 км, похил річки — 1,7 м/км.  Площа басейну 132 км².

## Розташування
Бере початок на південному заході від Сутисків. Спочатку тече на південний захід понад Покровським, а потім переважно на південний схід і біля Литвиновичів впадає у річку Клевень, ліву притоку Сейму. 
Населенні пункти вздовж берегової смуги: Калашинівка, Зазірки, Воргол. 
Річку перетинає автомобільна дорога Т 1911.